# Christoph Joachim Nicolai von Greiffencrantz
Christoph Joachim Nicolai von Greiffencrantz (geboren 6. Januar oder 16. Januar 1649 in Schwerin; gestorben 9. August 1715 in Zweibrücken) war ein deutscher Diplomat und Genealoge. Er war mit Gottfried Wilhelm Leibniz befreundet; seine Korrespondenz mit dem Universalgelehrten wurde im Leibniz-Briefwechsel Teil des Weltdokumentenerbes der UNESCO.

## Leben
Christoph Joachim Nicolai von Greiffencrantz war Sohn des Juristen Daniel Nicolai.
Er studierte in Leipzig, Gießen und Leiden, immatrikulierte sich am 17. Juni 1669 an der Universität Jena und am 19. Mai 1670 an der Universität Helmstedt.
Von 1672 bis 1677 diente er als Hofjunker am Hof von Karl XI., König von Schweden. Ab 1677 stand er im Dienst des Herzogs von Schleswig-Holstein-Gottorf als Hof- und Kanzleirat beziehungsweise als „Etatsrat und Gesandter“ und wirkte im Frühjahr 1679 als außerordentlicher Gesandter Schleswig-Holstein-Gottorfs in Paris.
In den Jahren von 1682 bis 1690 war er Gesandter am Kaiserlichen Hof in Wien sowie am Immerwährenden Reichstag in Regensburg; an beiden Orten speziell im Herbst 1688 als Gesandter des Herzogtums Schleswig-Holstein-Gottorf. Ebenfalls 1688 wirkte er als Kanzler in Bremen-Verden.
Leibniz, der ab Anfang Juli 1688 mit seinem Freund Nicolai von Greiffencrantz in einer mehr als 150 Briefe umfassenden Korrespondenz stand, urteilte in einem auf den 8. Juli 1688 datierten Schreiben an Otto Grote zu Schauen über Nicolai von Greiffencrantz:

« [il est ...] sans contredit le plus grand Genealogiste d’Allemagne. »

Am 7. November 1688 heiratete Nicolai von Greiffencrantz in zweiter Ehe die Margaretha Constantia Freiin Pestaluz von Pestaluzzi (gestorben 1731). Der Ehe entsprang ein Sohn; die Frau verließ ihren Gatten jedoch spätestens 1693 wieder.
Von 1690 bis 1692 lebte Nicolai von Greiffencrantz  in Schleswig. 1693 wechselte er in den Dienst des Fürsten von Ostfriesland und ging bis 1699 den Aufgaben als ostfriesischer Rat beziehungsweise Geheimrat sowie als Drost zu Esens nach. In diesem Zeitraum wirkte er von Juli 1696 bis Juli 1697 in Wien als Gesandter Ostfrieslands.
1699 begab er sich auf eine Reise nach Schweden, wo er vom 29. Juni bis zum 12. Dezember desselben Jahres erneut als Gesandter für Ostfriesland wirkte.
Am 1. April 1701 wurde Christoph Joachim Nicolai von Greiffencrantz zum auswärtigen Mitglied der Sozietät der Wissenschaften zu Berlin gewählt, der damaligen . Nachdem er zeitweilig bis 1704 auf seinen Gütern rund um seinen von ihm verwalteten Meierhof bei Bremen gelebt hatte, wurde er zum schwedischen Kanzler in Pfalz-Zweibrücken ernannt; ein Amt, das er dort jedoch erst im Juni 1705 antrat.
Christoph Joachim Nicolai von Greiffencrantz starb im August 1715 im Alter von 66 Jahren in Zweibrücken und wurde in der dortigen Karlskirche beigesetzt.

## Schriften
- Trost-Rede, an die Hochgebohrne Gräfin und Frau, Frau Christine Gebohrne und verwittibte Gräfin von Oxenstiern. Als Der Weyland Hochgebohrne Graf und Herr, Herr Gabriel Oxenstierna, Graf zu Croneburg, Ihr. Königl. Majest. zu Schweden bey Dero Stamm Hertzogthum Pfaltz-Zweybrücken hochverordneter General-Gouverneur, In ihrem Abwesen den 10. Martii 1707. nach ausgestandener 18. wochentlicher Kranckheit dieses Zeitliche gesegnet Und den 16. ejusdem bey Volckreicher Versammlung beygesetzet worden. Entworffen und aufgesetzt von Ihro Hoch-Gräfl. Gnaden und des gesamten Hoch-Gräfl. Oxenstiernischen Hauses Treu-gehorsamsten Diener C. A. F. P. von Greyffencrantz, Zweybrucken: Druckts Georg Nicolai, Königl. Gouvernem. Buchdr., [1707]
- Kurtze Historische und Genealogische Beschreibung des uhralten HochAdelichen Hauses Derer Herren von Hahn, Erb-Land-Marschallen des Landes Stargard im Hertzogthum Mecklenburg. Ihren glorwürdigen Vorfahren zu unsterblichen Nach-Ruhm ... ; Sammt einem Schreiben Des weyl. HochWohlgebohrnen Herrn Herrn Christoph Nicolai v. Greiffencrantz ... Mit sonderbahren Fleiß zum Druck befördert von Johann Seifert, J.U.C., Regensburg: Hoffmann, 1716; Digitalisat des Münchener Digitalisierungszentrums